# Фаррелл, Дьюк
Чарльз Эндрю «Дьюк» Фаррелл (англ. Charles Andrew «Duke» Farrell, 31 августа 1866, Окдейл, Массачусетс — 15 февраля 1925, Бостон, Массачусетс) — американский бейсболист, кэтчер. В составе «Бостон Американс» в 1903 году стал победителем первой в истории Мировой серии.

## Биография
Чарльз Эндрю Фаррелл родился в 1866 году в деревне Окдейл в Западном Массачусетсе. Его родители, Майкл и Эллен, эмигрировали из Ирландии в середине XIX века. Отец, согласно данным переписи 1870 года, работал в обувном магазине в Мальборо, мать занималась домашним хозяйством. Чарльз учился в начальной школе в Окдейле, а после переезда семьи — в грамматической школе Бигелоу в Мальборо.
В бейсбол Чарльз начал играть в Мальборо, где он работал на обувной фабрике. Чаще всего он был кэтчером, но пробовал себя и в роли питчера. В 1887 году Фаррелл впервые сыграл за профессиональную команду из Лоренса. Вместе с ним играли будущие игроки МЛБ Пэтси Донован, Говард Эрл и Ирвинг Рэй. В 1888 году Чарльз подписал контракт с клубом «Чикаго Уайт Стокингс». Первоначально тренер команды Кэп Энсон использовал его на позициях кэтчера и аутфилдера. Игра Фаррелла привлекла к себе внимание и команда из Питтсбурга попыталась выкупить игрока, но владелец «Уайт Стокингс» Альберт Сполдинг отказался продавать Чарльза. В октябре того же года Чарльз женился на Джулии Брэдли.
В 1890 году, когда игроки решили основать свою лигу, Фаррелл также сменил команду, продолжив карьеру в «Чикаго Пайрэтс» под руководством Чарльза Комиски. Лига игроков просуществовала всего один сезон и в 1891 году он вместе со своим другом Хью Даффи перешёл в «Бостон Редс». Газета Boston Globe назвала Фаррелла «королём кэтчеров». По итогам сезона Чарльз стал лучшим игроком лиги по количеству RBI (110) и хоум-ранов (12). В конце года Американская ассоциация была распущена, а её игроки перешли в Национальную лигу. Права на Фаррелла перешли к «Питтсбург Пайрэтс». На встрече руководства клубов в Индианаполисе он подписал с командой контракт на 1892 год.
За «Пиратов» Чарльз провёл 152 игры — наивысший для себя результат в карьере за один сезон. Бостонские газеты писали что Фаррелл несчастлив в Питтсбурге, где люди к нему относятся недружелюбно. В марте 1893 года руководство команды достигло договорённости об обмене с «Вашингтон Сенаторз», получив взамен питчера Фрэнка Киллена. Газета Sporting Life после перехода писала, что «Вашингтон» приобрёл одного из лучших кэтчеров, а кроме того прекрасного аутфилдера, хорошо понимающего тонкости игры. Усиление не помогло «Сенаторам» и чемпионат они завершили на последнем, двенадцатом, месте. В межсезонье Чарльз занимался строительством нового дома для семьи в Мальборо и отрицательно реагировал на слухи о возможном обмене в «Сент-Луис Кардиналс».
Менее чем через год выступлений, 27 февраля 1894, Фаррелл снова сменил клуб. Вместе с питчером Джуэттом Микином он отправился в «Нью-Йорк Джайентс». Чарльз был доволен этим переходом и даже согласился на понижение зарплаты, считая что в Нью-Йорке у него будет больше возможностей. «Гиганты» закончили чемпионат на втором месте, а Фаррелл стал лучшим в лиге по числу аутов, сделанных в защите, и раннеров, пойманных на краже базы. В то же время он допустил и наибольшее число ошибок. В следующем году «Джайентс» сменили трёх тренеров и финишировали только девятыми. Чарльз сыграл всего в 90 матчах, что сказалось на его статистике. К этому времени в газетах закрепилось его прозвище — Дьюк, что по тем временам было редкостью для игроков. Впервые оно появилось в 1893 году, когда Boston Globe назвали Фаррелла «Герцогом Мальборо».
В 1896 году Чарльз удачно начал сезон, в первых 58 играх отбивая с показателем 28,3 %. Тем не менее, 1 августа управлявшие клубом Билл Джойс и Артур Ирвин обменяли Фаррелла обратно в «Сенаторз». Вернувшись в Вашингтон он заиграл ещё лучше, набрав в последних 37 играх сезона 30 ранов. 11 мая 1897 года в игре против Балтимор Ориолс Дьюк установил рекорд Лиги, поймав на краже базы восьмерых игроков соперника. Это достижение не побито до сих пор.
15 февраля 1898 года умерла супруга Чарльза. Трагедия не отразилась на его игре и он провёл ещё один сильный сезон. 25 апреля «Сенаторз» обменяли Фаррелла и Дока Кейси в «Бруклин Супербас», получив взамен трёх игроков и 2 500 долларов. Болельщики бруклинцев были довольны переходом, а журналисты писали о приобретении лучшего кэтчера Лиги. «Бруклин» завершил сезон на первом месте, одержав 101 победу при всего 47 поражениях. В 1900 году команда повторила успех. Несмотря на это в ноябре газета Brooklyn Eagle опубликовала статью, в которой подвергла Фаррелла и Дикон Макгуайра за их плохую форму и лишний вес. Дьюк провёл в Бруклине ещё два сезона, но играл реже. В 1901 году он пропустил часть чемпионата из-за заражения крови, а годом позже причиной стала плохая спортивная форма.
Весной 1903 года Чарльз отказался подписывать новый контракт с клубом, считая что ему не выплатили деньги за две недели, пропущенных им в конце прошлого сезона. Главный тренер команды Нед Хэнлон рассчитывал на игрока и хвалил его в прессе, но 18 марта Фаррелл достиг соглашения с «Бостоном». На стартовую игру сезона собралось рекордное число зрителей, а в начале игры Дьюку вручили перстень в память о победе в сезоне 1891 года. Чарльз реализовал три из шести выходов на биту в игре с «Филадельфией», а Boston Globe спустя несколько дней написала, что Фаррелл по прежнему силён на любой позиции на поле. 27 апреля в игре в Вашингтоне при попытке добраться до второй базы Дьюк сломал ногу. Вернулся в состав он только 17 сентября, через день после того как «Американс» выиграли титул Американской лиги. В матчах первой в истории Мировой серии против «Питтсбург Пайрэтс» Чарльз выходил на поле дважды, меняя в качестве пинч-хиттера Сая Янга, отметившись граунд-аутом в первой игре и сакрифайс-флаем в четвёртой.
После победы Дьюк объявил о том, что сезон 1904 года станет последним в его карьере. «Бостон» второй сезон подряд выиграл Американскую лигу, но Мировая серия не состоялась из-за отказа «Нью-Йорк Джайентс». 17 августа 1904 года Чарльз играл на позиции кэтчера когда Джесси Таннехилл сделал ноу-хиттер против «Чикаго Уайт Сокс». 6 сентября он сломал палец на правой руке и вновь подтвердил своё намерение закончить карьеру после завершения сезона. Спустя некоторое время он передумал и отказался от предложения возглавить одну из команд Лиги Тихоокеанского побережья. К Рождеству Фаррелл похудел на 35 фунтов и в 1905 году начал регулярный чемпионат в составе «Бостона». 13 июня он провёл последнюю для себя игру в Лиге, но продолжил работу в клубе в качестве скаута. По предложению Дьюка «Американс» подписали контракт с кэтчером Чарли Армбрустером.
В 1909 году менеджер команды «Нью-Йорк Хайлендерс» Джордж Столлингз пригласил Чарльза поработать с питчерами во время весенних сборов. В Нью-Йорке он также работал скаутом в 1911 году и в период с 1915 по 1917 год. В 1912 году он был тренером в «Бостон Нэшионалс». Во время Первой мировой войны Фаррелл служил в офисе Службы маршалов в Бостоне.
15 февраля 1925 года Чарльз Фаррелл скончался в Госпитале Карни в Бостоне от рака желудка.